# Ceratagallia californica
Ceratagallia californica är en insektsart som beskrevs av Baker 1898. Ceratagallia californica ingår i släktet Ceratagallia och familjen dvärgstritar. Inga underarter finns listade i Catalogue of Life.